# Râul Graben
Râul Graben este un curs de apă, afluent al râului Târnava Mică. 